# آفا هيلين بولينغ
آفا هيلين بولينغ (بالإنجليزية: Ava Helen Pauling)‏، (ولدت 24 ديسمبر 1903 – 7 ديسمبر 1981) هي ناشطة أمريكية في مجال حقوق الإنسان، وزوجة لينوس بولينغ الحائز على جائزة نوبل. شاركت في العديد من الحركات الاجتماعية بما في ذلك حقوق المرأة والمساواة العرقية والسلام الدولي.
أبدت آفا هيلين بولينغ اهتمامًا كبيرًا بالسياسة الأمريكية والإصلاحات الاجتماعية، وكان لها دور كبير في دعم جهود زوجها لينوس بولينغ في مجال دعم السلام العالمي، والتي حصل بفضلها على جائزة نوبل للسلام في عام 1962. وكان من أبرز أسباب حصوله على الجائزة دعواته للحد من التسلح النووي. دعت آفا هيلين بولينغ مع زوجها لوقف إنتاج الأسلحة النووية واستخدامها، وساعدت حملاتهما المكثفة في هذا المجال لتمهيد الطريق لمعاهدة الحظر الشامل للتجارب النووية بين الولايات المتحدة والاتحاد السوفيتي، والتي أنهت فعليًا اختبار الأسلحة النووية فوق سطح الأرض.

## نشاطاتها

### اعتقال اليابانيين
اقترحت الولايات المتحدة بعد الهجوم الياباني على بيرل هاربور في 7 ديسمبر 1941 اعتقال جميع الأمريكيين اليابانيين على الساحل الغربي في معسكرات داخلية خوفًا من التجسس. عارضت أفا هيلين بولينغ بشدة هذا القرار من خلال الانضمام إلى اتحاد الحريات المدنية الأمريكي والعمل على رفع مستوى الوعي حول الإجراءات الحكومية. وعملت هي وزوجها بناءً على طلب من اتحاد الحريات المدنية الأمريكي على تأمين وظيفة لرجل أمريكي ياباني أُفرج عنه مؤخرًا من معسكر اعتقال أمريكي، وقد تعرضت عائلة بولينغ للانتقاد بسبب ما اعتبر تصرفات مؤيدة لليابان، ومع ذلك فقد واصل الزوجان دعم حقوق اليابانيين الأمريكيين طوال الحرب العالمية الثانية.

### الاتحاد الآن
نشأت حركة الاتحاد الآن بعد نشر كلارينس ستريت رواية بعنوان الاتحاد الآن، والتي شجعت الولايات على الاندماج في اتحاد ديمقراطي. دعمت آفا هيلين بولينغ هذه الحركة وشجعت زوجها على الانخراط فيها. شارك لينوس بولينغ علانية في دعم هذه القضية، وانضم في نهاية المطاف إلى فرع باسادينا في الاتحاد الفيدرالي. ألقى لينوس في عام 1940 خطابه السياسي الأول بفضل اقتراح زوجته آفا هيلين، وحث الجمهوره على النظر في الاتحاد الآن كحركة تمهد لنظام حكم جديد، وهكذا بدأ بولينغ مسيرته كمدافع عن السلام وناشط في مجال حقوق الإنسان.

### حقوق المرأة
شاركت آفا هيلين بفعالية في النشاطات التي تدعم حقوق المرأة. وانضمت بعد الحرب العالمية الثانية إلى الرابطة النسائية الدولية للسلام والحرية، وهو اتحاد دولي للمنظمات النسائية. عملت آفا أيضًا مع زوجها على جمع الناشطين لدعم حقوق المرأة، وساعدت في تنظيم «مسيرة السلام للمرأة» في أوروبا.

### نزع السلاح النووي والسلام العالمي
كان تحقيق السلام الالعالمي هو أهم أهداف آفا هيلين بولينغ طيلة حياتها. احتجت هي وزوجها خلال الحرب الباردة على سباق التسلح النووي، وعملت على نشر الوعي العام حول خطر الحرب النووية. وقد واصل الزوجان مساعيهما حتى بعد تعرض لينوس بولينغ لانتقادات من لجنة الأمن الداخلي التابعة لمجلس الشيوخ. سافرت آفا هيلين بولينغ في جميع أنحاء الولايات المتحدة وأوروبا لإلقاء الخطب التي أكدت على أهمية السلام، ولعبت دورًا فعالًا في تنظيم التجمعات الاحتجاجية لهذا الغرض. قدم الزوجان عريضة إلى الأمم المتحدة في عام 1985 تطالب بإيقاف تجارب الأسلحة النووية في الغلاف الجوي، بعد أن جمعا توقيع أكثر من 9000 من العلماء في جميع أنحاء العالم، وفي عام 1963 وقع الرئيسان جون كينيدي ونيكيتا خروتشوف معاهدة الحظر الجزئي للتجارب النووية فوق سطح الأرض، وبفضل ذلك حصل لينوس بولينغ على جائزة نوبل للسلام.

## وصلات خارجية
- The Ava Helen and Linus Pauling Papers